# Penny (The Big Bang Theory)
Penny Hofstadter (simplemente Penny hasta la novena temporada) (Nebraska, 2 de diciembre de 1985) es un personaje ficticio de la serie televisiva The Big Bang Theory, emitida por la CBS. El personaje es interpretado por la actriz estadounidense Kaley Cuoco.
Penny es el personaje femenino principal de la serie. Es la vecina de enfrente de Leonard Hofstadter (Johnny Galecki) y Sheldon Cooper (Jim Parsons) y es el principal interés amoroso de Leonard. El aspecto de Penny y su personalidad sociable contrasta con el resto de personajes principales, que son científicos y geeks. Nunca se mencionó en la serie The Big Bang Theory el apellido de soltera de Penny, pero nombraban al padre de Penny como Wyatt y cuando Penny hablaba con la madre de Leonard, mencionó a su padre como Bob, así llegaron a esa conclusión, aunque no es confirmada. Años después se descubrió que el apellido de soltera era Teller por una escena donde recibía una encomienda en cuya etiqueta se leía "to: Penny Teller" que pasó desapercibida para el común de los espectadores pero no para los fanáticos detallistas que lograron dilucidar uno de los grandes enigmas de la sitcom.

## Personalidad
En el primer capítulo de la primera temporada revela que es de Omaha (Nebraska). Penny es una eterna aspirante a actriz, que mientras tanto trabaja como camarera en un restaurante llamado “The Cheesecake Factory”, al que acuden regularmente los cuatro protagonistas masculinos de la serie. Es sagitario, por lo que nació entre el 22 de noviembre y el 21 de diciembre. Aunque, según la lógica del truco de magia de Wolowitz, en el episodio La aproximación de la prestidigitación se podría inferir que pudo haber nacido el 30 de noviembre, el 2, 11 o 20 de diciembre. Nació un dos de diciembre, lo dice Leonard en uno de los capítulos de la temporada 10
Contrasta con los demás protagonistas por su desconocimiento sobre ciencia, pero tiene unas grandes dotes sociales y mucho conocimiento sobre cultura pop.
Penny es desordenada y desorganizada, pero al parecer le gusta vivir de ese modo. Tiene mucha confianza en los horóscopos y discute varias veces con Leonard y Sheldon sobre su precisión.
Penny es una chica a la que le encantan las fiestas. También tiene un carácter chino tatuado en su glúteo derecho. Según ella significa “coraje” (del chino 勇) mientras que según Sheldon significa “sopa” (chino simplificado: 汤, chino tradicional 湯). Suele usar aceite de vainilla como perfume y tiende a roncar (especialmente cuando duerme de espaldas).

### Relación con Leonard
Desde el momento en que Penny llegó, Leonard se sintió muy atraído hacia ella, sin embargo no sucedió nada, primero en el capítulo 16 de la primera temporada, donde Leonard no celebró muy bien su fiesta de cumpleaños y al final Penny lo beso, y en el último capítulo de la primera temporada, cuando Penny termina con su novio y Leonard recoge el valor para invitarla a salir, pero esto no dura nada ya que terminan porque Penny no era científica como Leonard y eso causaba problemas entre ellos.
A finales de la segunda temporada en el capítulo La expedición monopolar, a los cuatro amigos les sale la gran oportunidad de viajar al Polo Norte por cosas del trabajo, Penny se pone muy triste con la ida de su vecino Leonard. Cuando llegan de su viaje, la primera reacción de Penny fue besar a Leonard. Se vuelven novios, hasta que la relación termina por un apresurado "te amo" de parte de este último. En la temporada 7, Leonard le pide matrimonio a Penny y ella acepta. Ya lo había intentado una vez antes Penny, pero él no aceptó (aunque sí le habría gustado) ya que cree que Penny se lo pidió porque estaba triste y pensaba que no iba a llegar a ningún lado ya que no le sale ningún trabajo como actriz, y los únicos que le salen son de un anuncio para las hemorroides y una película en la que se convierte en un gorila.

### Relación con Sheldon
Penny no puede soportar la excéntrica y “nerdy” personalidad de Sheldon, razón por la cual se han peleado en numerosas ocasiones, aunque Penny es junto a Leonard casi la única persona con la que Sheldon muestra su lado amable, cariñoso y dulce, y ella por su parte se preocupa mucho por él. Jim Parsons ha descrito a ambos personajes como “polos opuestos”.
En una ocasión Sheldon intentó mejorar el comportamiento de Penny usando chocolate, recompensándola por lo que él consideraba “comportamiento correcto”, tal y como se suele hacer con ratas de laboratorio. Según la observación de Sheldon, Penny tiende a llamar a alguien “cielo” para intentar suavizar un insulto velado.
A pesar de sus problemas, en algunas ocasiones Penny y Sheldon han demostrado ser muy buenos amigos. Por ejemplo, cuando Penny cuidó a Sheldon cuando este estaba enfermo y cuando Sheldon quedó accidentalmente encerrado fuera de su apartamento. Sheldon también le prestó dinero a Penny cuando ella lo necesitaba. Durante el episodio de Navidad, Penny le regala a Sheldon una servilleta firmada por Leonard Nimoy. En compensación, Sheldon le regala a Penny un montón de regalos seguido de un largo abrazo para sorpresa tanto de Penny como de Leonard. También Penny tranquilizó a Sheldon cuando ella y Leonard estaban peleados comprándole un robot y un cómic y haciendo de "madre" con él. En otra ocasión donde Penny se lastimó el hombro; debido a la ausencia de Leonard, Howard y Raj, Sheldon fue el encargado de llevar a Penny al hospital e incluso Sheldon manejó el coche de Penny y aunque se sabe que él no es muy hábil al conducir lo hizo hasta el hospital. Cuando regresaron al apartamento de Penny, Sheldon se quedó a cuidarla y le cantó la misma canción que ella cantó cuando él se enfermó ("Dulce gatito").

### Rasgos Geek
Pese a que la personalidad de Penny suele contrastar con la personalidad de sus amigos nerds, en los últimos episodios Penny ha demostrado tener algunos rasgos geek, sea de manera intencionada o sin querer.
Penny era sorprendentemente buena cuando jugó por primera vez al Halo 3 y demostró ser mejor que Sheldon, lo que molestó mucho a este.
Pese a haber criticado los intereses de los chicos en figuras de acción y coleccionables, posee una colección de osos de peluche además de objetos infantiles (Hello Kitty, Beanie, Barbies, My Little Pony, etc)
Tras una breve introducción al juego por parte de Sheldon, Penny se volvió adicta al juego en línea Age of Conan hasta el punto de ignorar a sus amigos y llamar constantemente a Sheldon para pedirle consejo. Superó finalmente su adicción cuando se dio cuenta de que había aceptado una cita virtual con Howard.
Cuando Alicia, una nueva vecina del edificio, acaparó la atención de los chicos, Penny se puso celosa e intentó encandilar a los chicos contando un chiste sobre física e incluso haciendo referencias a Star Trek.
Penny era sorprendentemente buena cuando jugó por primera vez al Ajedrez y demostró ser mejor que Leonard. Además, se ha visto que en momentos en los que los otros personajes hablan de Star Trek o de Star Wars ella también sabe mucho de ello.

## Familia
No se ha mencionado demasiado sobre la familia de Penny aparte de que su padre se llama Wyatt (aunque en el final del episodio 15 de la segunda temporada menciona que se llama Bob). Parece pertenecer a una familia disfuncional. Hasta el momento, no se ha mencionado en ningún capítulo de la serie el apellido de Penny, pero en el último episodio de la serie Sheldon la llama Penny Hofstadter, que significa que cuando se casó con Leonard se cambió de apellido. Según Steve Molaro, productor ejecutivo de la serie, es posible que nunca sea revelado.
En uno de los primeros episodios, Penny le mencionó a Raj que su hermana tenía problemas con su marido. También, en uno de los primeros episodios dice que su hermana disparó a su marido estando ebrios. En otro episodio, Penny acompañó a los chicos a la tienda de cómics a comprarle un regalo a su sobrino de trece años. Además, en un episodio Penny recibe la visita de una chica que dice haberse acostado con su hermano mientras salía con su primo, o sea que es como parte de la familia.
Cuando la madre de Leonard, la doctora Beverly Hofstadter, una psiquiatra y neurobióloga de renombre, conversa con Penny, Penny revela que su padre quería que ella fuese un niño ya que quería uno para jugar a béisbol con él. Esta conversación causó que Penny acabase borracha y a punto de acostarse con Leonard.
En otra ocasión, Penny menciona que tiene un hermano que estaba siendo procesado legalmente y que Leonard se llevaría bien con él porque es «una especie de químico», lo que indica que probablemente tenía un laboratorio de narcóticos, y en la 5.ª temporada le pide a Dios que ayude a su hermano que cocina "meta"
En la cuarta temporada del Show aparece el padre de Penny (interpretado por Keith Carradine) quien es una persona sencilla pero muy preocupada por el comportamiento frenético de Penny, por lo que insiste en que Leonard vuelva con Penny puesto que ve que no es como los demás pretendientes o novios con los que usualmente se ha involucrada ("forzudos, ebrios, sin trabajo y sin cerebro"), por lo que, a pesar de haberle confesado que ella y Leonard se han separado, él le suplica a Leonard que no se dé por vencido, aplicándole un poco de psicología inversa frente a Penny, para que su rechazo sea causa de que Penny vuelva con él.
En la quinta temporada se descubre que su madre fumó marihuana cuando estaba embarazada de ella y que según Penny no causó ningún problema en ella.
En el primer capítulo de la temporada 10 hacen su aparición sus padres y su hermano para asistir a su boda con Leonard.

## Oficio
El trabajo principal de Penny es de camarera en un restaurante llamado The Cheesecake Factory (La Fábrica de tartas de queso). Se considera a sí misma como una actriz profesional y acude constantemente a castings, pese a no tener nunca demasiado éxito. 
En el primer episodio de la quinta temporada, comunica a los chicos que se volverá a Nebraska por haber sido un fracaso como actriz. Justo después, llama su representante para comunicar que fue seleccionada en un comercial de hemorroides, lo cual la emociona y pone muy feliz. También se sabe que ha hecho El diario de Ana Frank encima de una bolera y Un tranvía llamado deseo. 
En un capítulo de la serie se dedica a crear abalorios para el pelo (Pennyflores) pero deja el negocio por ser inviable. 
En la última temporada consigue un trabajo como vendedora médica, representando a la farmacéutica para la cual trabaja ante grandes inversores, Bernadette, esto hace que gane más dinero que los demás incluido su esposo Leonard.
Cuando Penny era una niña, construyó un motor de tractor en una granja y compitió en un concurso infantil de rodeo

## Relaciones
A diferencia de los demás, a Penny le gusta salir y es muy positiva. Tiene numerosas relaciones románticas a lo largo de la serie.
En el primer episodio, Penny se va a vivir enfrente de Leonard y Sheldon debido a la reciente ruptura con su novio, Kurt, tras cuatro años de relación. Dice que todavía le quería pese a que él la engañó con otra. Kurt aparece en la serie varias veces intentando volver con Penny y tiene varias confrontaciones con Leonard.
Desde el principio, la obsesión amorosa de Leonard hacia Penny se vuelve uno de los principales argumentos de la serie. Howard también muestra interés en ella, pero ella siempre le rechaza debido a su forma de ligar.
En el último capítulo de la primera temporada, Penny rompe con su novio ya que este subía detalles de su vida sexual en su blog. Este suceso le dio la oportunidad a Leonard de pedirle a Penny una cita. Pese a que la cita fue exitosa, Penny mintió a Leonard sobre su nivel académico (no tenía estudios superiores). Sheldon le dijo la verdad a Leonard, pero todo empeoró cuando Leonard trató de que se apuntase a clases nocturnas en Pasadena. Penny consideró esto como un insulto hacia su inteligencia y rompieron.
Tras casi acostarse con Leonard a causa de las diferencia que ambos tenían con sus padres, Penny tiene una cita con Stuart, el propietario de la tienda de cómics. Sin embargo las citas no acabaron bien. En la primera Sheldon les interrumpió mientras que en la segunda, cuando Penny y Stuart se estaban besando, Penny se equivocó y llamó Leonard a Stuart.
No fue hasta el final de la segunda temporada cuando Penny mostró sentimientos románticos fuertes hacia Leonard. Cuando descubrió que Leonard y los chicos se iban tres meses al polo norte debido a un experimento científico, se entristeció dándole una "batamanta" (una manta con mangas) y un abrazo inusualmente largo, el cual fue descrito por Leonard como “con una duración de cinco Mississippis”. Al principio de la tercera temporada, tras el retorno de los chicos, Penny le besó nada más verle. Finalmente, se acostaron por primera vez. Pese a que al principio Leonard y Penny se sentían incómodos con su relación y quedaron en quedar como amigos, inmediatamente cambiaron de opinión y se quedaron como novios. La relación duró prácticamente la totalidad de la tercera temporada. Sin embargo, cuando Leonard le dijo “te amo” por primera vez, Penny le respondió con un “gracias”. Esta tensión, especialmente tras las palabras de Wil Wheaton, causa que rompan. Pese a que permanecieron como amigos, se acostaron una vez más después de que Penny se emborrachara y se diese cuenta de que Leonard había arruinado su habilidad de tener citas con hombres estúpidos. Esto sólo causó más confusión sobre el estado de su relación con Leonard.
En el desarrollo de la cuarta temporada, se le ve varias veces hablando, tanto con Amy Farrah Fowler como con otros personajes, de lo mal que se siente al haber dejado partir a Leonard y que odia a esa "perra chismosa" de Priya por "arrebatarle" a Hofstadter. En un episodio se acuesta con Raj, ya que los dos estaban borrachos. En otro episodio retoma su relación con Leonard, pero quiere ir despacio y su relación va lenta como consecuencia.
Finalmente, en el episodio 8 de la Sexta Temporada, "The 43 Peculiarity", confiesa estar enamorada de Leonard, pero también se enfrenta a las inseguridades que le causa la nueva asistente de Sheldon, Alex, a la que ve por primera vez como una rival real al amor de Hofstadter.
En el transcurso de la temporada 9 se casa con Leonard en una boda fugaz en Las Vegas sin invitar a nadie, casándose nuevamente con él en el primer capítulo de la temporada 10 ahora sí con invitados.

## Desarrollo del personaje
En un principio el personaje de Penny iba a ser diferente. En unos episodios piloto que nunca fueron emitidos el personaje se llamaba Katie e iba a ser “una chica endurecida por la calle, dura como un clavo con un interior vulnerable”. Sheldon y Leonard “tratarían con ella honestamente, intentando sacar su lado sensible”. Iba a ser interpretado por Amanda Walsh. Sin embargo, la reacción de los tests de audiencia fue negativa, siendo vista como demasiado grosera. Debido a esto, cambiaron el personaje y volvieron a seleccionar la actriz.